# Aya
Aya (vagy Aja, Iji, Iy) ókori egyiptomi királyné volt a XIII. dinasztia idején. Számos családtagjával együtt említik a Boulaq 18 papiruszon (ma a kairói Egyiptomi Múzeumban), valamint egy sztélén (ma Würzburgban).
A Boulaq 18 papiruszt egy Noferhotep nevű írnok sírjában találták, és egy XIII. dinasztiabeli uralkodó thébai palotájával kapcsolatos adminisztratív feljegyzéseket tartalmaz, és az említett személyek alapján a Hendzser uralkodása utáni időkre datálható. Az uralkodó neve csak töredékesen maradt fenn, egyesek III. Szobekhotep neveként olvassák, ő viszont később élt és a családja sem hasonlít a papiruszon leírtra, így feltételezhető, hogy IV. Antefről vagy Imiermesáról van szó. Ayának egy fia volt, Redienef herceg, és három lánya, akiknek neve nem maradt fenn.
A würzburgi sztélé, melyet egy Upuauthotep nevű hivatalnok (valószínűleg Aya fivére) állíttatott, egyértelművé teszi, hogy a királyné befolyásos családból származott, és rokonságban állt Anhu vezírrel. Upuauthotep felesége Szenebhenasz volt, Anhu lánya. Ayának és Upuauthotepnek volt egy Antef nevű lánytestvére (a korszakban gyakori, hogy nők férfinevet kaptak), valamint egy fivére, akinek neve nem maradt fenn; a sztélé emellett említi Upuauthotep lányát, Nesmethoteptit.